# Maltjiki
Maltjiki (russisk: Мальчики) er en sovjetisk spillefilm fra 1990 af Renita Grigorjeva og Jurij Grigorjev.

## Medvirkende
- Dmitrij Tjernigovskij som Aljosja Karamazov
- Aleksej Dostojevskij som Kolja Krasotkin
- Dmitrij Dostojevskij
- Olga Gobzeva
- Ljudmila Zajtseva som Agafja